# World Games 2025/Teilnehmer (Zypern)
| Gelbes Symbol für Goldmedaillen mit stilisierten Olympischen Ringen | Graues Symbol für Silbermedaillen mit stilisierten Olympischen Ringen | Braundes Symbol für Bronzemedaillen mit stilisierten Olympischen Ringen |
| ------------------------------------------------------------------- | --------------------------------------------------------------------- | ----------------------------------------------------------------------- |
| —                                                                   | 1                                                                     | —                                                                       |

Zypern nahm an den World Games 2025 mit zwei Athleten teil.

## Medaillen

### Medaillenspiegel
| Rang   | Sportart | Gold | Silber | Bronze | Gesamt |
| ------ | -------- | ---- | ------ | ------ | ------ |
| 1      | Billard  | —    | 1      | —      | 1      |
| Gesamt | Gesamt   | 0    | 1      | 0      | 1      |

### Medaillengewinner
| Name/n           | Sportart | Wettkampf |
| ---------------- | -------- | --------- |
| Silber           |          |           |
| Michael Georgiou | Billard  | Snooker   |

## Teilnehmer nach Sportarten

### Billard
| Athleten         | Wettbewerb | Vorrunde       | Vorrunde | Viertelfinale      | Viertelfinale | Halbfinale      | Halbfinale | Finale       | Finale | Rang   |
| Athleten         | Wettbewerb | Gegner         | Erg.     | Gegner             | Erg.          | Gegner          | Erg.       | Gegner       | Erg.   | Rang   |
| ---------------- | ---------- | -------------- | -------- | ------------------ | ------------- | --------------- | ---------- | ------------ | ------ | ------ |
| Männer           |            |                |          |                    |               |                 |            |              |        |        |
| Michael Georgiou | Snooker    | Ali Al Obaidli | 1:2      | Sebastian Milewski | 2:0           | Alexander Widau | 2:1        | Xiao Guodong | 1:2    | Silber |
| Michael Georgiou | Snooker    | Kamal Chawla   | 2:1      | Sebastian Milewski | 2:0           | Alexander Widau | 2:1        | Xiao Guodong | 1:2    | Silber |

### Powerboating
| Athleten         | Wettbewerb | Qualifikation | Qualifikation | Vorläufe | Vorläufe | Finale        | Finale        | Rang |
| Athleten         | Wettbewerb | Zeit          | Rang          | Punke    | Rang     | Punke         | Rang          | Rang |
| ---------------- | ---------- | ------------- | ------------- | -------- | -------- | ------------- | ------------- | ---- |
| Männer           |            |               |               |          |          |               |               |      |
| Mike Michaelides | MotoSurf   | 0:53,756 min  | 15            | 22       | 14       | ausgeschieden | ausgeschieden | 14   |